# Mycoprotéine
 (mai 2010).
 (mai 2010).
Si vous disposez d'ouvrages ou d'articles de référence ou si vous connaissez des sites web de qualité traitant du thème abordé ici, merci de compléter l'article en donnant les références utiles à sa vérifiabilité et en les liant à la section « Notes et références ».

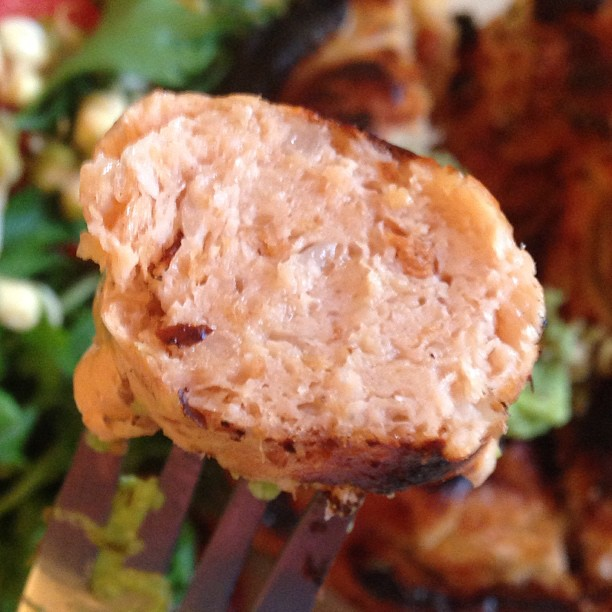
Cette mycoprotéine sait comment créer une fausse texture de viande

Une mycoprotéine est une protéine faite a base de dérivé de champignon filamenteux.
Les mycoprotéines contiennent des protéines de qualité et les acides aminés essentiels. Elles contiennent peu de graisses et peu de calories. Et sont une source de fibres alimentaires essentielles pour le système digestif.